# IDEA League
IDEA League je aliance pro spolupráci pěti špičkových evropských technických univerzit (polytechnik):
- Imperial College London, Spojené království
- TU Delft, Nizozemsko
- ETH Zürich, Švýcarsko
- RWTH Aachen, Německo
- ParisTech, Francie

Založena byla v roce 1999 s účelem podpory další spolupráce a spojení sil zejména ve špičkovém výzkumu těchto univerzit, jejichž absolventi, inženýři a vědci, jsou považováni za vysoce kvalifikované. Název IDEA je tvořen počátečními písmeny čtyř zakládajících univerzit. Od roku 2006 je členem aliance také francouzská ParisTech.